# Liste der Kulturdenkmale in Dürrröhrsdorf-Dittersbach

Wappen von Dürrröhrsdorf-Dittersbach

Die Liste der Kulturdenkmale in Dürrröhrsdorf-Dittersbach enthält die Kulturdenkmale in Dürrröhrsdorf-Dittersbach.
Die Anmerkungen sind zu beachten.
Diese Liste ist eine Teilliste der Liste der Kulturdenkmale im Landkreis Sächsische Schweiz-Osterzgebirge. 

Diese Liste ist eine Teilliste der Liste der Kulturdenkmale in Sachsen.

## Legende
- Bild: Bild des Kulturdenkmals, ggf. zusätzlich mit einem Link zu weiteren Fotos des Kulturdenkmals im Medienarchiv Wikimedia Commons. Wenn man auf das Kamerasymbol klickt, können Fotos zu Kulturdenkmalen aus dieser Liste hochgeladen werden:
- Bezeichnung: Denkmalgeschützte Objekte und ggf. Bauwerksname des Kulturdenkmals
- Lage: Straßenname und Hausnummer oder Flurstücknummer des Kulturdenkmals. Die Grundsortierung der Liste erfolgt nach dieser Adresse. Der Link (Karte) führt zu verschiedenen Kartendiensten mit der Position des Kulturdenkmals. Fehlt dieser Link, wurden die Koordinaten noch nicht eingetragen. Sind diese bekannt, können sie über ein Tool mit einer Kartenansicht einfach nachgetragen werden. In dieser Kartenansicht sind Kulturdenkmale ohne Koordinaten mit einem roten bzw. orangen Marker dargestellt und können durch Verschieben auf die richtige Position in der Karte mit Koordinaten versehen werden. Kulturdenkmale ohne Bild sind an einem blauen bzw. roten Marker erkennbar.
- Datierung: Baubeginn, Fertigstellung, Datum der Erstnennung oder grobe zeitliche Einordnung entsprechend des Eintrags in der sächsischen Denkmaldatenbank
- Beschreibung: Kurzcharakteristik des Kulturdenkmals entsprechend des Eintrags in der sächsischen Denkmaldatenbank, ggf. ergänzt durch die dort nur selten veröffentlichten Erfassungstexte oder zusätzliche Informationen
- ID: Vom Landesamt für Denkmalpflege Sachsen vergebene, das Kulturdenkmal eindeutig identifizierende Objekt-Nummer. Der Link führt zum PDF-Denkmaldokument des Landesamtes für Denkmalpflege Sachsen. Bei ehemaligen Kulturdenkmalen können die Objektnummern unbekannt sein und deshalb fehlen bzw. die Links von aus der Datenbank entfernten Objektnummern ins Leere führen. Ein ggf. vorhandenes Icon  führt zu den Angaben des Kulturdenkmals bei Wikidata.

## Dürrröhrsdorf-Dittersbach
| Bild                                    | Bezeichnung | Lage                                 | Datierung                                | Beschreibung | ID       |
| --------------------------------------- | --- | ------------------------------------ | ---------------------------------------- | --- | -------- |
|                                         | Hubertuskapelle, Steinbank, Konstitutionssäule und König-Anton-Denkmal im Lieblingstal (Einzeldenkmale zu ID-Nr. 09300652)                                              | (Karte)                              | 1830–1859                                | Gemarkung Dittersbach. Einzeldenkmale der Sachgesamtheit Rittergut und Park Dittersbach: Hubertuskapelle, Steinbank, Konstitutionssäule (Rekonstruktion) und Denkmal für König Anton (Rekonstruktion) im Lieblingstal – Zeugnis des Wirkens von Johann Gottlob von Quandt, baugeschichtlich, ortsgeschichtlich und personengeschichtlich von Bedeutung. Hubertuskapelle neugotisch (teilweise Rekonstruktion), alt ist der noch stehende untere Teil der Kapelle (etwa 3 m, bis zum Kämpfer), die einst fast 8 m hoch war, Schutzfläche des Lieblingstals ca. 400 m × 200 m. | 09299735 |
|                                         | Eisenbahnviadukt über die Wesenitz | (Karte)                              | 1875                                     | Gemarkung Dittersbach. Aus regelmäßigen Sandsteinquadern, unverzichtbarer Bestandteil des Ortsbildes, eisenbahngeschichtlich, technikgeschichtlich und landschaftsgestaltend von Bedeutung. Mit plastischen Reliefs in den Zwickeln, mehrbogig, Sandstein, Quadermauerwerk, Höhe: 26 m, Länge: 150 m, anlässlich der Eröffnung der Eisenbahnstrecke Arnsdorf–Pirna am 15. Oktober 1875. | 09276884 |
|                                         | Wohnstallhaus, Wohnhaus und Scheune eines Bauernhofes | Am Feldrain 3 (Karte)                | 2. Hälfte 19. Jh.                        | Gemarkung Dürrröhrsdorf. Wohnstallhaus und Wohnhaus Obergeschoss Fachwerk, holzverbretterte Scheune mit rückseitigem Fachwerk und zwei großen hölzernen Tore, stattliche Hofanlage mit hohem Authentizitätsgrad und ortsbildprägendem Charakter, baugeschichtlich und wirtschaftsgeschichtlich von Bedeutung, ehemaliger Vierseithof. | 09276871 |
|                                         | Wohnstallhaus | Am Kalten Bach 6 (Karte)             | bez. 1844                                | Gemarkung Dittersbach. Obergeschoss Fachwerk, bezeichnet 1844 im geraden Türsturz, baugeschichtlich von Bedeutung, wissenschaftlich-dokumentarische Bedeutung. | 09276889 |
|                                         | Wohnstallhaus | An der Mühle 5 (Karte)               | bez. 1803                                | Gemarkung Dürrröhrsdorf. Obergeschoss Fachwerk, annähernd authentisch erhaltenes Gebäude in landschaftstypischer Ausprägung, baugeschichtlich von Bedeutung, wissenschaftlich-dokumentarische Bedeutung. Krüppelwalmdach mit Biberschwänzen. | 09276570 |
|                                         | Wohnhaus | An der Mühle 9 (Karte)               | 1. Hälfte 19. Jh.                        | Gemarkung Dürrröhrsdorf. Obergeschoss Fachwerk, baugeschichtlich von Bedeutung. Markantes Krüppelwalmdach, Obergeschoss verkleidet. | 09293958 |
|                                         | Wohnhaus eines Bauernhofes | An der Mühle 13 (Karte)              | 1. Hälfte 19. Jh.                        | Gemarkung Dürrröhrsdorf. Obergeschoss zum Teil Fachwerk, baugeschichtlich von Bedeutung, wissenschaftlich-dokumentarische Bedeutung, auf annähernd quadratischem Grundriss. | 09276882 |
|                                         | Ehem. Rothe-Mühle; Merlinmühle | An der Mühle 15 (Karte)              | bez. 1827                                | Gemarkung Dürrröhrsdorf. Mühlenensemble, bestehend aus Wohnhaus mit angebautem Mühlengebäude, Zwischentrakt, Siloturm und Mühlgraben – ortsgeschichtlich bedeutende Anlage. Silo: kleine Tafel mit Inschrift (Erbauer Hugo Merlin 1947–1948), Putzbau mit Lisenengliederung. Wohnhaus: zweigeschossiger Steinbau, Satteldach mit Krüppelwalm, segmentbogige Tür, bezeichnet im Schlussstein. Mühle: dreigeschossig mit Mansardwalmdach. | 09276881 |
| Weitere Bilder                          | Ehem. Geipelmühle | An der Mühle 35 (Karte)              | Kern der Gebäude vor 1881                | Gemarkung Dittersbach. Ehem. Papierfabrik Dittersbach. Produktionsgebäude mit Anbau, Fabrikantenwohnhaus, Garage, Seiten-/Stallgebäude (Kontor) sowie Reste des Wasserbaues (Wehr) eines Mühlenanwesens – bau- und ortsgeschichtliche Bedeutung. Produktionsgebäude Kern vor 1881, aus der Zeit noch zwei Böhmische Kappengewölbe, nach 1916 architektonisch einheitlich (neoklassizistische Elemente) überformt, mit eingemauertem Stein bezeichnet 1550, wohl aber 19. Jh. Fabrikantenwohnhaus: Obergeschoss Fachwerk, Anklänge an den Schweizerstil, Kontor ebenfalls Fachwerk, mit Drempel, beide Gebäude mit intakter Holzkonstruktion.                                                                       | 09227483 |
|                                         | Eisenbahnbrücke | Bahnhofstraße (Karte)                | um 1870                                  | Gemarkung Dürrröhrsdorf. Eisenbahnbrücke (über einen Wassergraben) der Eisenbahnstrecke Kamenz–Pirna; Bogenbrücke aus gleichmäßigen Sandsteinblöcken, verkehrsgeschichtlich von Bedeutung. Einbogige Steinbrücke aus gleichmäßigen Sandsteinblöcken, Eisenbahnüberführung (Strecke nach Arnsdorf), baugeschichtlich von Bedeutung. | 09276353 |
|                                         | Ufers Gasthof | Bahnhofstraße 2a; 2 (neben) (Karte)  | 1. Hälfte 19. Jh., wohl 1812             | Gemarkung Dürrröhrsdorf. Wohnstallhaus eines Gehöftes und Gasthof: Obergeschoss Fachwerk, verschiefert, wichtig für das Ortsbild und die Ortsgeschichte, baugeschichtlich von Bedeutung. Wohnstallhaus: Massivbau, verputzt, Sandsteingewände, Satteldach. | 09276863 |
| Weitere Bilder                          | Bahnhof Dürrröhrsdorf | Bahnhofstraße 11 (Karte)             | um 1870                                  | Gemarkung Dürrröhrsdorf. Empfangsgebäude, zwei Stellwerkshäuschen, ein weiteres Bahnfunktionsgebäude sowie Lokschuppen des Bahnhofs – von ortsgeschichtlicher und verkehrsgeschichtlicher Bedeutung. Empfangsgebäude im Schweizerstil mit rechts und links höherem Bauteil, Satteldach, Güterabfertigungsgebäude: Massivbau mit seitlich weit vorkragenden Dächern, holzverbretterter Lokschuppen mit angebautem, massivem Wohnteil. | 09276683 |
|                                         | Grotte »Zwergenhöhle« und Steinbank »Kaiserstuhl« nördlich des Belvedere (Einzeldenkmale zu ID-Nr. 09300652)                                                            | Elbersdorfer Straße (Karte)          | um 1830                                  | Gemarkung Dittersbach. Einzeldenkmale der Sachgesamtheit Rittergut und Park Dittersbach: Grotte »Zwergenhöhle« und Steinbank »Kaiserstuhl« im Wald nördlich des Belvedere – Zeugnis des Wirkens J. G. Quandts, von ortsgeschichtlicher, personengeschichtlicher und landschaftsgestaltender Bedeutung. Südlich der Staffagebauten (im OT Elbersdorf, An der Schönen Höhe neben Nr. 14 – ID-Nr. 09254400) befindet sich eine Villa als Belvedere, nach Plänen Thürmers, frühes Zeugnis der Goetheverehrung. | 09303711 |
|                                         | Wohnstallhaus eines Dreiseithofes | Fabrikstraße 3 (Karte)               | 18. Jh.                                  | Gemarkung Dürrröhrsdorf. Wohnstallhaus eines Dreiseithofes – Obergeschoss Fachwerk, baugeschichtliche Bedeutung. Erdgeschoss Sandsteingewände, Krüppelwalmdach. | 09276878 |
|                                         | Wegestein | Hauptstraße (Karte)                  | 19. Jh.                                  | Gemarkung Dittersbach. Verkehrsgeschichtlich von Bedeutung. Wegsäule aus Sandstein. | 09276887 |
| Weitere Bilder                          | Dorfkirche Dittersbach | Hauptstraße (Karte)                  | nach 1660                                | Gemarkung Dittersbach. Kirche und Kirchhof, Einfriedung, historische Grabmale und Kriegerdenkmal für Gefallene des Ersten Weltkrieges – baugeschichtlich, ortsgeschichtlich und ortsbildprägend von Bedeutung. | 09276886 |
|                                         | Häusleranwesen | Hauptstraße 3 (Karte)                | bez. 1844 (im geraden Türsturz)          | Gemarkung Dittersbach. Obergeschoss Fachwerk, baugeschichtliche Bedeutung. Keller: einbogige Sandsteinblocktonne im Giebel Klinkerausfachungen. | 09276910 |
|                                         | Wohnstallhaus und Rübenkeller | Hauptstraße 5 (Karte)                | bez. 1866                                | Gemarkung Dittersbach. Wohnstallhaus und zugehöriger Rübenkeller (einbogige Sandsteinblocktonne) – stattliches massives Gebäude mit Palladio-Motiv im Giebel, u. a. baugeschichtliche Bedeutung. Wohnstallhaus: Putzbau, Sandsteingewände. | 09276909 |
| Weitere Bilder                          | Wohnstallhaus und Seitengebäude | Hauptstraße 10 (Karte)               | bez. 1795                                | Gemarkung Dittersbach. Beide Obergeschoss Fachwerk, hochgradig authentisch, u. a. baugeschichtliche Bedeutung. Wohnstallhaus (zwei Ställe): bezeichnet in geradem Sturz, Obergeschoss Fachwerk, Sandsteingewände, hintere Stallöffnung segmentbogig abgeschlossen, hohes spitzes Dach, Seitengebäude: Obergeschoss Fachwerk, Giebel verbrettert. | 09276907 |
|                                         | Häusleranwesen mit Wohnstallhaus | Hauptstraße 18 (Karte)               | 1. Hälfte 19. Jh.                        | Gemarkung Dittersbach. Häusleranwesen mit Wohnstallhaus und integriertem Schuppen – Wohnstallhaus Obergeschoss Fachwerk, baugeschichtliche Bedeutung. | 09276905 |
|                                         | Bauernhof mit Wohnstallhaus und Scheune | Hauptstraße 20 (Karte)               | nach 1800                                | Gemarkung Dittersbach. Beide Gebäude Obergeschoss Fachwerk, baugeschichtliche Bedeutung. Sehr große Version des mitteldeutschen Wohnstallhauses. | 09276904 |
|                                         | Wohnhaus mit integriertem Schuppen | Hauptstraße 21 (Karte)               | um 1850                                  | Gemarkung Dittersbach. Obergeschoss Fachwerk, baugeschichtlich von Bedeutung. Giebel verschiefert. | 09276902 |
|                                         | Gehöft mit Wohnstallhaus und Schuppen (Hakenhof) | Hauptstraße 23 (Karte)               | um 1800                                  | Gemarkung Dittersbach. Gehöft (Hakenhof) mit Wohnstallhaus und Schuppen im rechten Winkel: Wohnstallhaus Obergeschoss Fachwerk, baugeschichtlich von Bedeutung. | 09276903 |
|                                         | Ehemaliger Gasthof | Hauptstraße 24 (Karte)               | um 1900                                  | Gemarkung Dittersbach. Ehemaliger Gasthof, davor Baumpaar aus zwei Linden (Gartendenkmal) – ortsgeschichtliches Interesse. Massivbau, verputzt, zweiläufige Treppe, Sandsteingewände, Baumpaar aus zwei Linden (denkmalgerechte Ersatzpflanzung für die Altbäume). | 09276900 |
|                                         | Wohnstallhaus und Scheune | Hauptstraße 29 (Karte)               | 1. Hälfte 19. Jh.                        | Gemarkung Dittersbach. Wohnstallhaus Obergeschoss Fachwerk, Scheune massiv, u. a. baugeschichtliche Bedeutung. Wohnhaus Spitzgiebel verschiefert, Scheune aus Sandsteinquadern im rechten Winkel eines Bauernhofes und mit nachträglichen Ziegelausfüllungen sowie originalen Putzresten. | 09276901 |
|                                         | Wohnstallhaus und angebauter Schuppen | Hauptstraße 42 (Karte)               | bez. 1865, Kern um 1800                  | Gemarkung Dittersbach. Wohnstallhaus Obergeschoss Fachwerk, Spitzgiebel verbrettert, baugeschichtliche Bedeutung. | 09276896 |
|                                         | Steinquaderbrücke | Hauptstraße 48 (bei) (Karte)         | 19. Jh.                                  | Gemarkung Dittersbach. Technikgeschichtlich von Bedeutung. | 09302971 |
|                                         | Gehöft mit Wohnstallhaus und Scheune | Hauptstraße 50 (Karte)               | 2. Hälfte 19. Jh.                        | Gemarkung Dittersbach. Massives Wohnstallhaus und Scheune im rechten Winkel, Obergeschoss Fachwerk, regionaltypische Holzbauweise, baugeschichtlich von Bedeutung. | 09276895 |
|                                         | Brücke | Hauptstraße 54 (vor) (Karte)         | 19. Jh.                                  | Gemarkung Dittersbach. Kleine einbogige Sandsteinquaderbrücke, baugeschichtlich von Bedeutung. | 09276894 |
|                                         | Wegestein | Hauptstraße 58 (bei) (Karte)         | 19. Jh.                                  | Gemarkung Dittersbach. Verkehrsgeschichtlich von Bedeutung. Wegsäule aus Sandstein. | 09276892 |
|                                         | Alter Gasthof | Hauptstraße 96 (Karte)               | um 1900                                  | Gemarkung Dürrröhrsdorf. Stattlicher Baukörper mit rechtwinkligem Anbau, von ortsgeschichtlicher und ortsbildprägender Bedeutung. | 09276879 |
|                                         | Wohnhaus in offener Bebauung und Ecklage | Hauptstraße 97 (Karte)               | um 1900                                  | Gemarkung Dittersbach. Betonung durch Turm, bildprägend, baugeschichtliche Relevanz. Abgeschrägte Ecke, mit Balkon, Mansarddach mit Dachhäuschen (Schiefer), Putzquaderung an Ecken, profilierte Gurtgesimse, geputzt, originale Haustür. | 09276890 |
|                                         | Ehemaliges Wohnstallhaus | Hauptstraße 102 (Karte)              | bez. 1835                                | Gemarkung Dürrröhrsdorf. Wohnstallhaus und Hofmauer aus Bruchstein – Obergeschoss Fachwerk, landschaftstypisch, baugeschichtliche Bedeutung. | 09276877 |
|                                         | Pfarrhof mit Pfarrhaus und Seitengebäude | Hauptstraße 111 (Karte)              | Kern 17. Jh.                             | Gemarkung Dittersbach. Pfarrhof mit Pfarrhaus, Seitengebäude, zwei Pfeilern der Hofeinfahrt und Hofmauer – Pfarrhaus. Obergeschoss Fachwerk mit Andreaskreuzen und mit rückseitigen Renaissancefenstern, Seitengebäude Obergeschoss Fachwerk verbrettert, Hofmauer aus Sandsteinblöcken, besondere bau- und ortsgeschichtliche Bedeutung. | 09276885 |
| Weitere Bilder                          | Sachgesamtheit Rittergut und Park Dittersbach, mit zahlreichen Einzeldenkmalen: Schloss, Grotte, Belvedere »Schöne Höhe«, Hubertuskapelle und Parkanlage »Lieblingstal« | Hauptstraße 113 (Karte)              | 1555–1563 (im Kern)                      | Gemarkung Dittersbach. Sachgesamtheit Rittergut und Park Dittersbach, mit folgenden Einzeldenkmalen: 1. Schloss mit Wassergraben, 2. Grotte »Zwergenhöhle« und Steinbank »Kaiserstuhl«, 3. Belvedere »Schöne Höhe«, 4. Hubertuskapelle, Steinbank, Konstitutionssäule und Denkmal für König Anton, 5. Brücke über den Schullwitzbach, sog. »Teufelsbrücke«, dazu der Gutspark und die Parkanlage »Lieblingstal« (Gartendenkmale) – baugeschichtlich, personengeschichtlich, ortsgeschichtlich und gartenkünstlerisch von Bedeutung. | 09300652 |
| Weitere Bilder                          | Schloss mit Wassergraben, zwei Wirtschaftsgebäude sowie Tempel im Gutspark (Einzeldenkmale zu ID-Nr. 09300652)                                                          | Hauptstraße 113 (Karte)              | 1555–1563 (im Kern)                      | Gemarkung Dittersbach. Einzeldenkmale der Sachgesamtheit Rittergut und Park Dittersbach: Schloss mit südlich gelegenem Wassergraben, zwei westliche und ein nördliches Wirtschaftsgebäude (dieses mit Torhaus) sowie im Gutspark Tempel, zwei Statuen (Diana und Rekonstruktion der Nymphe), Quelleinfassung, Einfriedungsmauer mit Toranlage und zwei kleineren Pforten – baugeschichtliche und ortsgeschichtliche Bedeutung. Schloss: H-förmiger Bau, zweigeschossig, mit dreigeschossigem Mittelbau, Walmdach, hoher Dachreiter, Dachausbauten mit Volutengiebeln, Bronzefigur der Diana von Versailles und kleiner ionischer Tempel, Beschreibung des Gartendenkmals (Auszug – Silke Epple, 24. Oktober 2012). | 09276888 |
|                                         | Wohnhaus | Hauptstraße 116 (Karte)              | um 1700                                  | Gemarkung Dürrröhrsdorf. Obergeschoss Fachwerk, baugeschichtlich von Bedeutung. Quer verbrettert und schiefergedeckt mit kleinem Schuppenanbau im rechten Winkel, Besonderheit: Andreaskreuze. | 09276875 |
|                                         | Wohnstallhaus und Seitengebäude | Hauptstraße 118 (Karte)              | Wohnstallhaus bez. 1865                  | Gemarkung Dürrröhrsdorf. Wohnstallhaus, zwei Pfeiler der Hofeinfahrt und Granitzaunpfeiler sowie massives Seitengebäude – Wohnstallhaus Obergeschoss Fachwerk, massives Seitengebäude, baugeschichtlich von Bedeutung. Sandsteinquadergiebel, Sandsteingewände (Sandsteintafel über der Tür), Hofeinfahrtspfeiler: Sandstein mit Kämpferplatten. | 09276876 |
|                                         | Wohnhaus in offener Bebauung | Hauptstraße 144 (Karte)              | Ende 19. Jh.                             | Gemarkung Dürrröhrsdorf. Aus Klinker mit Sandsteingliederungselementen, baugeschichtlich von Bedeutung. | 09276354 |
|                                         | Auszugshaus, Wohnstallhaus und Scheune eines Vierseithofes | Hauptstraße 151 (Karte)              | um 1800                                  | Gemarkung Dürrröhrsdorf. Auszugshaus Obergeschoss Fachwerk, Wohnstallhaus Obergeschoss Fachwerk verputzt, in ortstypischer Struktur erhalten, Zeugnis der historischen Hauslandschaft des Ortes, baugeschichtlich von Bedeutung. Scheune mit großen hölzernen Toren. | 09276355 |
|                                         | Wohnhaus | Hauptstraße 153 (Karte)              | bez. 1861                                | Gemarkung Dürrröhrsdorf. Obergeschoss Fachwerk, regionaltypische Holzbauweise, baugeschichtlich von Bedeutung. Giebelschrägen verziert. | 09293957 |
|                                         | Brücke | Kastanienweg 17b (gegenüber) (Karte) | 19. Jh.                                  | Gemarkung Dürrröhrsdorf. Einbogige Sandsteinquaderbrücke, ortsbildprägend, baugeschichtlich von Bedeutung. | 09276874 |
|                                         | Ehem. Wohnstallhaus | Kleinwolmsdorfer Straße 1 (Karte)    | vor 1750                                 | Gemarkung Dittersbach. Fachwerkkonstruktion des Obergeschosses weitgehend erhalten, ältere Generation der regionaltypischen Holzbauweise, baugeschichtlich von Bedeutung. | 09293956 |
|                                         | Bauernhof mit Wohnstallhaus, Seitengebäude und Scheune | Mittelstraße 1; 5 (Karte)            | bez. 1857 (im Portal)                    | Gemarkung Dürrröhrsdorf. Bauernhof mit Wohnstallhaus, Seitengebäude mit großer Einfahrt und Scheune sowie zwei Sandsteinpfeilern der Hofeinfahrt – Wohnstallhaus Obergeschoss Fachwerk, verputzt, Fachwerkscheune, unveränderte Hofstruktur mit Bedeutung für das Ortsbild, baugeschichtlich von Bedeutung. Wohnstallhaus: Sockel Sandstein, Sandsteingewände, zwei segmentbogige Stalleingänge, Giebel Sandsteinquader und zwei originale rundbogige Fenster, Seitengebäude: massiv, große segmentbogige Einfahrt, Sandsteingiebel, Scheune: originale, zweiflügelige quer gesprosste Fenster mit dreigeteiltem Oberlicht, zwei hölzerne Tore, Sandsteinpfeiler der Hofeinfahrt mit Kämpferplatte.                | 09276873 |
|                                         | Vierseithof mit Wohnstallhaus, Seitengebäude und Scheune | Mittelstraße 25 (Karte)              | bez. 1861 (Türsturz des Wohnstallhauses) | Gemarkung Dürrröhrsdorf. Vierseithof mit Wohnstallhaus, Seitengebäude, Scheune und zwei Sandsteinpfeilern der Hofeinfahrt – alle drei Gebäude Obergeschoss Fachwerk, landschaftstypische Hofanlage mit ortsbildprägendem Charakter, baugeschichtlich von Bedeutung. | 09276357 |
|                                         | Wohnhaus | Mittelstraße 45 (Karte)              | 2. Hälfte 19. Jh.                        | Gemarkung Dürrröhrsdorf. Obergeschoss Fachwerk verschiefert, mit Sandstein-Türüberdachung, baugeschichtlich von Bedeutung. | 09276872 |
| Weitere Bilder                          | Sachgesamtheit Friedhof Dürrröhrsdorf mit Einzeldenkmalen | Schulstraße 1 (Karte)                | 1864                                     | Gemarkung Dürrröhrsdorf. Sachgesamtheit Friedhof Dürrröhrsdorf mit folgenden Einzeldenkmalen: Friedhof (Gartendenkmal) und Einfriedungsmauer mit Friedhofstor – von ortsgeschichtlichem Interesse. | 09305304 |
|                                         | Friedhof Dürrröhrsdorf (Einzeldenkmal zu ID-Nr. 09305304) | Schulstraße 1 (Karte)                | 1864                                     | Gemarkung Dürrröhrsdorf. Einzeldenkmalen der Sachgesamtheit Friedhof Dürrröhrsdorf: Einfriedungsmauer mit Friedhofstor – von ortsgeschichtlichem Interesse. | 09276880 |
| Direkt Bild zu diesem Denkmal hochladen | Grenzstein | Ziegeleistraße (Karte)               | 18./19. Jh.                              | Gemarkung Dürrröhrsdorf. Flur- oder Gemarkungsstein, regionalgeschichtlich von Bedeutung. Grenzstein zwischen Niederhelmsdorf und Dürrröhrsdorf-Dittersbach, ehemals falsch erfasst unter Stolpen. | 09229972 |
|                                         | Eisenbahnbrücke | Ziegeleistraße (Karte)               | um 1870                                  | Gemarkung Dürrröhrsdorf. Eisenbahnbrücke über die Bahnhofstraße/Ziegeleistraße; Bogenbrücke aus Sandstein der Eisenbahnstrecke Kamenz – Pirna (6200; sä. KP), ortsbildprägend, verkehrsgeschichtlich und technikgeschichtlich von Bedeutung. Bestandteil des Ortsbildes, regelmäßige Sandsteinblöcke. | 09276337 |
|                                         | Wohnhaus | Ziegeleistraße 1 (Karte)             | um 1880                                  | Gemarkung Dürrröhrsdorf. Baugeschichtliche Bedeutung. Massivbau, verputzt, originale Fenster, Giebel mit regelmäßigen Sandsteinquadern. | 09276522 |

## Dobra
| Bild                                    | Bezeichnung                                                          | Lage                                       | Datierung                                                 | Beschreibung | ID       |
| --------------------------------------- | -------------------------------------------------------------------- | ------------------------------------------ | --------------------------------------------------------- | --- | -------- |
|                                         | Wohnstallhaus und Scheune eines Vierseithofes                        | Alte Straße 10 (Karte)                     | 1. und 2. Hälfte 19. Jh.                                  | u. a. baugeschichtliche Bedeutung. Fenster Wohnstallhaus in originaler Größe, zum Teil mit noch alter sechsfeldriger Sprossung, Obergeschoss Fachwerk, ursprünglich erhalten, Scheune in beiden Geschossen Fachwerk. | 09254385 |
|                                         | Wohnstallhaus eines ehemaligen Hufenhofes                            | Dorfstraße 5 (Karte)                       | um 1800                                                   | Obergeschoss Fachwerk, Reste von Umgebinde und Blockstube, baugeschichtliche Bedeutung. Erdgeschoss massiv, aber Umgebindeansatz (Kopfbänder) und Blockstube im Wohnteil erkennbar, Stallteil anscheinend noch vorhanden, Obergeschoss zweiriegeliges Sichtfachwerk, Giebel mit Eternit verkleidet, Satteldach ohne Wohnungsausbau mit Muldenfalzdeckung, moderate Solaranlage. | 09306124 |
|                                         | Wohnhaus in offener Bebauung                                         | Dürrröhrsdorfer Straße 6 (Karte)           | um 1800                                                   | Obergeschoss Fachwerk, einfaches Zeugnis sächsischer Holzbauweise, baugeschichtlich von Bedeutung. Fenster Obergeschoss originale Größe, im Erdgeschoss verändert, Giebel verkleidet, Frackdach, Fachwerk verbrettert. | 09254382 |
|                                         | Wohnstallhaus und drei Seitengebäude eines Vierseithofes             | Dürrröhrsdorfer Straße 9 (Karte)           | Türstock bez. 1840                                        | Wohnstallhaus und drei Seitengebäude eines Vierseithofes sowie zwei Torpfosten – in seiner Struktur bemerkenswert erhaltenes Ensemble, baugeschichtlich und heimatgeschichtlich von Bedeutung. Wohnstallhaus und gegenüberliegende Seite: alte Biberschwanzdeckung, Wohnstallhaus: Obergeschoss und Giebel Fachwerk, Giebel ornamental verschiefert, Erdgeschoss Bruchsteinmauerwerk, Sandsteinfenstergewände, Türgewände mit Korbbogenabschluss, ein Seitengebäude ebenfalls Fachwerk, die anderen massiv.   | 09254384 |
|                                         | Wohnstallhaus und Scheune eines Zweiseithofes                        | Dürrröhrsdorfer Straße 10 (Karte)          | um 1800                                                   | Wohnstallhaus und Scheune eines Zweiseithofes – Wohnstallhaus Obergeschoss Fachwerk, in Aussehen und Struktur weitgehend ursprünglich erhaltene Hofanlage, baugeschichtlich von Bedeutung. Wohnstallhaus Obergeschoss Fenster in originaler Größe, eine Giebelseite massiv, Erdgeschoss mit Winterfenstern, Scheune: Holzkonstruktion. | 09254383 |
| Weitere Bilder                          | Mühle, Wohnstallhaus und Wohnhaus der ehemaligen Mühle               | Dürrröhrsdorfer Straße 13; 15; 15a (Karte) | 2. Hälfte 19. Jh.                                         | Reste des Wasserbaus vorhanden, weitgehend im ursprünglichen Aussehen erhalten, exponierte Lage, baugeschichtlich und ortsgeschichtlich von Bedeutung. Mühle (Nr. 15a): Obergeschoss Fachwerk, Lehmfachungen, Giebelseite massiv. Wohnhaus (Nr. 13): originale Fenstergrößen, ehemals Stallgebäude mit darüberliegendem Wohnteil. Wohnstallhaus (Nr. 15): Obergeschoss Fachwerk, Giebelseite verbrettert, integrierter Wirtschaftsteil, Erdgeschoss Winterfenster, Fenster gesprosst und in originaler Größe. | 09254379 |
|                                         | Wohnstallhaus und zwei Torpfosten                                    | Mittelweg 1 (Karte)                        |                                                           | Wohnstallhaus und zwei Torpfosten; womöglich eines der ältesten erhaltenen Häuser in Volksbauweise im Ort, baugeschichtlich von Bedeutung. | 09254390 |
|                                         | Wohnstallhaus, Auszugshaus und ein Seitengebäude eines Vierseithofes | Mittelweg 4 (Karte)                        | bez. 1849                                                 | im ursprünglichen Aussehen und in der Struktur weitgehend erhaltene Anlage, baugeschichtlich von Bedeutung. Wohnstallhaus: Obergeschoss Fachwerk, Haus- und Stalltür Sandsteingewände, Türbekrönungen, altes Haustürblatt, Kreuzgewölbe in Diele und Stall, Fenster der Obergeschoss in originaler Größe, Giebelseite verändert, Ausgedinge: Obergeschoss Fachwerk, ebenfalls Sandstein-Türgewände, Scheune in Holzkonstruktion.                                                                              | 09254391 |
|                                         | Teichständer                                                         | Mittelweg 5 (bei) (Karte)                  | 19. Jh.                                                   | Sandstein, technikgeschichtlich von Bedeutung. | 09254394 |
|                                         | Teichständer                                                         | Mittelweg 7a (bei) (Karte)                 | 19. Jh.                                                   | Sandstein, technikgeschichtlich von Bedeutung. | 09254392 |
| Direkt Bild zu diesem Denkmal hochladen | Häuslerhaus                                                          | Mittelweg 11 (Karte)                       | um 1750, evtl. noch älter                                 | Obergeschoss und Giebel Fachwerk, verbrettert, v. a. baugeschichtliche Bedeutung, Alterswert, bildprägend. Fenstergrößen Obergeschoss original, Erdgeschoss verändert, kein Stallteil mehr, steiles Satteldach ohne Ausbauten. | 09254393 |
|                                         | Gasthof Försterhaus                                                  | Pirnaer Straße 4 (Karte)                   | 2. Hälfte 18. Jh.                                         | Obergeschoss und Giebel Fachwerk verbrettert, baugeschichtlich und ortshistorisch von Bedeutung. Erdgeschoss zum Teil verändert, mit originalen Fenstergrößen, Sandsteintürgewände mit Schlussstein, eine Giebelseite ausgemauert, Krüppelwalmdach über gedrungenem Baukörper. | 09254381 |
| Weitere Bilder                          | Doppel-Wohnstallhaus                                                 | Pirnaer Straße 6 (Karte)                   | bez. 1840                                                 | Obergeschoss Fachwerk, an der Längsseite ornamental verschiefert, weitgehend im ursprünglichen Aussehen erhalten, an ortsbildprägender Stelle, baugeschichtlich von Bedeutung. Fenster Obergeschoss bis auf eine Ausnahme in originaler Größe. | 09254387 |
|                                         | Denkmal für die Gefallenen des Ersten Weltkrieges                    | Pirnaer Straße 12 (bei) (Karte)            | nach 1918 (Kriegerdenkmal)                                | Granitstele mit Inschrift, ortsgeschichtlich von Bedeutung. | 09254389 |
|                                         | Wohnhaus eines Dreiseithofes                                         | Pirnaer Straße 13 (Karte)                  | 1. Hälfte 19. Jh.                                         | Obergeschoss Fachwerk, wohl Auszugshaus, u. a. baugeschichtliche Bedeutung. Zwei korbbogige Sandstein-Türgewände mit Schlussstein, Obergeschoss zum Teil verbrettert, Fenster Obergeschoss gesprosst und in originaler Größe, Giebel verschiefert. | 09254388 |
| Weitere Bilder                          | Dobraer Haus                                                         | Pirnaer Straße 16 (Karte)                  | 17./18. Jh., Gebäude zur Pirnaer Straße wesentlich älter. | Zwei Nebengebäude (Scheune zur Alten Straße, ehemaliges Wohnhaus mit Umgebinde zur Pirnaer Straße) und vier Torpfosten sowie Inschrifttafel eines Dreiseithofes, im Hof alter Dreschgöpel – besondere baugeschichtliche Bedeutung. Bemerkenswert in der Struktur erhaltenes Ensemble Scheune alte Fachwerkkonstruktion, gedrungener Baukörper. Nebengebäude: Obergeschoss Fachwerk, Umgebinde. | 09254386 |
|                                         | Teichständer                                                         | Pirnaer Straße 17 (bei) (Karte)            | 19. Jh.                                                   | Sandstein, technikgeschichtlich von Bedeutung. | 09254395 |

## Elbersdorf
| Bild           | Bezeichnung                                                       | Lage                                      | Datierung                                 | Beschreibung | ID       |
| -------------- | ----------------------------------------------------------------- | ----------------------------------------- | ----------------------------------------- | --- | -------- |
|                | Brücke über den Schullwitzbach (Einzeldenkmal zu ID-Nr. 09300652) | (Karte)                                   |                                           | Einzeldenkmal der Sachgesamtheit Rittergut und Park Dittersbach: Brücke, sog. Teufelsbrücke, über den Schullwitzbach – mittelalterliche Brücke als westlicher Zugang zum Lieblingstal, baugeschichtlich und ortsgeschichtlich von Bedeutung. | 09304668 |
| Weitere Bilder | Mord- und Sühnekreuz                                              | An der Schönen Höhe (Karte)               | 15./16. Jh.                               | ortsgeschichtlich von Bedeutung. | 09254402 |
|                | Wohnstallhaus                                                     | An der Schönen Höhe 4 (Karte)             | 1. Hälfte 19. Jh.                         | Obergeschoss Fachwerk, noch weitgehend ursprüngliches Zeugnis der Volksbauweise, baugeschichtlich von Bedeutung. Fenster in originaler Größe, Fachwerk zum Teil verputzt, Frackdach, Giebel verbrettert. | 09254401 |
|                | Belvedere »Schöne Höhe« (Einzeldenkmal zu ID-Nr. 09300652)        | An der Schönen Höhe 14 (neben) (Karte)    | 1831–1833                                 | Einzeldenkmal der Sachgesamtheit Rittergut und Park Dittersbach: Belvedere Schöne Höhe – Villa nach Plänen von Joseph Thürmer, Zeugnis des Wirkens J. G. Quandts, baugeschichtlich, ortsgeschichtlich und personengeschichtlich von Bedeutung. Villa mit Zyklopenmauerwerk, bezinnte Ecktürme, Rundbogenstil, im Erdgeschoss-Saal Fresken zu Schriften Goethes, frühes Zeugnis der Goetheverehrung. | 09254400 |
|                | Wohnhaus und Scheune im Hakengrundriss                            | Bergstraße 2 (Karte)                      | Kern evtl. um 1800, spätere Veränderungen | beide Gebäude in Holzkonstruktion, durch erhöhte Lage entscheidend ortsbildprägend, baugeschichtlich von Bedeutung. Wohnhaus: Fenster Obergeschoss in originaler Größe. | 09254603 |
|                | Wohnhaus                                                          | Bergstraße 3 (Karte)                      | um 1800, vielleicht älter                 | Obergeschoss Fachwerk verputzt, Baukörper, Konstruktion und Dachstuhl original, baugeschichtliche Bedeutung. Fenster Obergeschoss gesprosst und in ursprünglicher Größe, an ortsbildprägender Stelle. | 09254408 |
|                | Wohnstallhaus, mit integrierter Scheune                           | Bergstraße 4 (Karte)                      | 18. Jh.                                   | ohne Anbau, Obergeschoss Fachwerk, ältere Generation regionaltypischer Holzbauweise, baugeschichtlich von Bedeutung. Giebel verbrettert, Fenster im ursprünglichen Sinn gestaltet und in originaler Größe. | 09254407 |
|                | Ehemalige Schmiede                                                | Bergstraße 29 (Karte)                     | um 1800, womöglich älter                  | Holzkonstruktion, mit Dachüberstand, altem Baukörper und architektonischen Besonderheiten (laubenartiges Gebilde), alte Biberschwanzdeckung. | 09254406 |
|                | Auszugshaus                                                       | Bergstraße 40 (Karte)                     | 1. Hälfte 19. Jh.                         | Obergeschoss Fachwerk, alle Fenster gesprosst und in originaler Größe, baugeschichtlich von Bedeutung, straßenbildprägend. | 09254405 |
|                | Wohnstallhaus                                                     | Bergstraße 42 (Karte)                     | 1609 Dendro 3x sk                         | Obergeschoss Fachwerk, recht seltene und alte Konstruktion (z. B. Andreaskreuze), von architektonischem und historischem Wert. Fenster Obergeschoss in originaler Größe, Giebelseiten verbrettert. | 09254404 |
|                | Wohnstallhaus                                                     | Bergstraße 58 (Karte)                     | 1. Hälfte 19. Jh.                         | Obergeschoss Fachwerk, baugeschichtliche Bedeutung. Fenster Obergeschoss in originaler Größe, Fachwerk mit alter Aufbretterung, Dachüberstand, Erdgeschoss Winterfenster. | 09254403 |
|                | Wohnstallhaus                                                     | Elbersdorfer Gasse 1 (Karte)              | 2. Hälfte 18. Jh. oder älter              | Obergeschoss Fachwerk, alte Generation regionaltypischer Holzbauweise, baugeschichtlich von Bedeutung. Fenster in originaler Größe, Giebelverbretterung, gedrungener alter Baukörper und Dachstuhl Frackdach. | 09254410 |
|                | Wohnstallhaus (Hakengrundriss)                                    | Elbersdorfer Gasse 2 (Karte)              | 1. Hälfte 19. Jh. oder älter              | Obergeschoss Fachwerk, baugeschichtliche Bedeutung. Erdgeschoss verändert, verbretterter Kniestock, Fenster Obergeschoss gesprosst und in originaler Größe. | 09254409 |
|                | Wohnhaus                                                          | Elbersdorfer Gasse 5 (Karte)              | 1. Hälfte 19. Jh., womöglich älter        | Obergeschoss Fachwerk, gegenüber Erdkeller, authentisches Zeugnis der Holzbauweise, baugeschichtlich von Bedeutung. Erdgeschoss Winterfenster, mit integriertem Scheunenteil, Giebelseite verbrettert, Fenster größtenteils im originalen Aussehen (Sprossung und Größe). | 09254399 |
| Weitere Bilder | Ehemaliger Gasthof und Wohn-Nebengebäude                          | Elbersdorfer Gasse 12; 12a (Karte)        | 2. Hälfte 18. Jh.                         | Ehemaliger Gasthof und Wohn-Nebengebäude, einander gegenüberliegend – bau- und ortsgeschichtliche Relevanz. Fenster Obergeschoss in originaler Größe, Gasthof: gedrungener Baukörper mit Krüppelwalmdach, Obergeschoss Fachwerk, zwei korbbogige Türen. Nebengebäude Obergeschoss Fachwerk verputzt, in einem Giebel Lünette.                                                                       | 09254397 |
| Weitere Bilder | Elbersdorfer Mühle                                                | Elbersdorfer Gasse 18; 20; 22; 24 (Karte) | um 1900                                   | Wohnmühlenhaus, weiteres Wohnhaus, Wohn- und Wirtschaftsgebäude und weiteres Mühlengebäude der Elbersdorfer Mühle sowie Stützmauer und Reste des Wasserbaues – ortshistorisch bedeutsames Ensemble. Wohnhäuser mit zeittypischem Zierfachwerk, ein Wohnhaus mit Türmchen. | 09254396 |

## Porschendorf
| Bild           | Bezeichnung                                        | Lage                          | Datierung                                     | Beschreibung | ID       |
| -------------- | -------------------------------------------------- | ----------------------------- | --------------------------------------------- | --- | -------- |
| Weitere Bilder | Wegestein                                          | An der alten Ziegelei (Karte) | bez. 1834                                     | verkehrsgeschichtlich von Bedeutung. Distanzsäule aus Sandstein mit Inschriften (Entfernungsangaben in Stunden). | 09276944 |
|                | Gehöft mit Wohnstallhaus und Scheune               | Elbersdorfer Straße 3 (Karte) | um 1850, im Kern älter, Stein bez. 1786       | Gehöft mit Wohnstallhaus und Scheune sowie mit teilweise originaler Hofpflasterung – Wohnstallhaus Obergeschoss Fachwerk, kleine Scheune massiv untersetzt, Fachwerk, u. a. baugeschichtliche Bedeutung. Erdgeschoss durch liegende Fenster verändert, Scheune: Giebel und Seite verkleidet, im Obergeschoss zweiflügelige Fenster erhalten eine Seite sichtbar, großes altes Tor, Stein mit Inschrift, bei Umbau in Garten gebracht. | 09276912 |
| Weitere Bilder | Forsthaus                                          | Finkensteg 5 (Karte)          | um 1930                                       | Bau im Heimatstil, ortsgeschichtlich und architekturgeschichtlich bedeutend. Auf verwinkeltem Grundriss, mit Fensterläden und dekorativer Verbretterung des Obergeschosses, im Erdgeschoss verglaster Eingangsvorbau. | 09276923 |
|                | Dorfkirche und Kirchhof Porschendorf               | Lindenstraße (Karte)          | bez. 1684 (heutiger Bau)                      | Kirche sowie Kirchhof (Gartendenkmal) mit Einfriedung und historischen Grabmalen – baugeschichtlich, ortsgeschichtlich und ortsbildprägend von Bedeutung. | 09276919 |
| Weitere Bilder | Eisenbahnbrücke über die Wesenitz                  | Lindenstraße (Karte)          | 19. Jh.                                       | zweibogige Sandsteinquaderbrücke, wichtiger Bestandteil des Ortsbildes, verkehrsgeschichtlich von Bedeutung. | 09276936 |
|                | Gehöft mit Wohnhaus und Scheune im rechten Winkel  | Lindenstraße 3 (Karte)        | 17. Jh.                                       | Wohnhaus Obergeschoss hofseitig Fachwerk mit Andreaskreuzen, besonderer baugeschichtlicher und hausgeschichtlicher Wert. Mittig korbbogiges Tor, Rahmung Sandsteinquader, rechts und links kleinere Öffnungen, Ziegelergänzungen neueren Datums. | 09276913 |
|                | Wohnstallhaus und Scheune eines Bauernhofes        | Lindenstraße 6 (Karte)        | Wohnstallhaus bez. 1728                       | Wohnstallhaus, Scheune und zwei Sandsteinpfeiler (Hofeinfahrt) eines Bauernhofes – Wohnstallhaus Obergeschoss Fachwerk, baugeschichtliche Bedeutung, strukturprägend. | 09276934 |
|                | Gasthof Erbgericht                                 | Lindenstraße 13 (Karte)       | bez. 1901                                     | bau- und ortsgeschichtliche Bedeutung. Mittelrisalit betont durch Rundbogenfenster und Kugeln an den Giebelseiten, Saalanbau mit Rundbogenfenstern, eingeschossig. | 09276932 |
|                | Wohnhaus                                           | Lindenstraße 15 (Karte)       | 18. Jh.                                       | Fachwerk im alten Baustil, verputzt (Lehm), Dachüberstand zum Hof, Lehmbewurf, Anbau war früher Torhaus, baugeschichtlich wertvolles Dokument (wissenschaftlich-dokumentarischer Wert) und ortsbildprägend. | 09276931 |
| Weitere Bilder | Porschendorfer Mühle                               | Lindenstraße 17 (Karte)       | bez. 1849 (Türsturz)                          | Mühle, Hauptgebäude mit Wirtschaftsgebäude, mit Mühlgraben und Wehren: Wirtschaftsgebäude zum Teil Fachwerk, baugeschichtlich, ortsgeschichtlich und technikgeschichtlich von Bedeutung. Innen einige Säulen aus der Erbauungszeit, Gusseisen, dorisierend. | 09277861 |
|                | Auszugshaus und Scheune                            | Lindenstraße 22 (Karte)       | um 1850                                       | Auszugshaus Obergeschoss Fachwerk, kleine Scheune Fachwerk, Hofseite verändert, baugeschichtlich und sozialgeschichtliche von Bedeutung. | 09276918 |
| Weitere Bilder | Pfarrhaus, Scheune und Pfarrgarten (Gartendenkmal) | Lindenstraße 26; 28 (Karte)   | um 1800                                       | Pfarrhaus Obergeschoss Fachwerk, baugeschichtlich und ortsgeschichtliche Bedeutung. Pfarrhaus: verbrettert, hohes Walmdach, Erdgeschoss Sandsteingewände, schöne Portale, Freitreppe, Obergeschoss zweiflügelige Fenster. Pfarrgarten: im Stile eines klassischen Bauerngartens angelegter Nutz- und Blumengarten mit geschnittenen Buchsbaum-Einfassungen, Wegekreuz mit Rondell in der Mitte, Stauden (u. a. Akelei, Frauenmantel, Astern, Sonnenhut usw.) und Kräuter, Reste einer Obstbaumwiese im Südwesten des Grundstücks. Einfriedung: Holzlattenzaun, nördlich des Pfarrhauses Zugangsweg aus Sandsteinplatten zum Eingangsportal, dort auch Sandsteintrog. | 09276920 |
|                | Wohnhaus und Scheune                               | Lindenstraße 29 (Karte)       | bez. 1936                                     | Wohnhaus und Scheune sowie drei Sandsteinpfosten der Hofeinfahrt – Wohnhaus Obergeschoss Fachwerk, landschaftstypisch, u. a. baugeschichtlich von Bedeutung, dekorative Schieferbildwand (Giebel). | 09276927 |
|                | Wohnstallhaus                                      | Lindenstraße 30 (Karte)       | um 1850                                       | Obergeschoss Fachwerk, baugeschichtliche Bedeutung. | 09276922 |
|                | Wohnstallhaus mit giebelseitigem Anbau             | Lindenstraße 34 (Karte)       | Kern 18. Jh.                                  | Wohnstallhaus Obergeschoss Fachwerk, giebelseitiger Anbau Fachwerk, baugeschichtliche Bedeutung. | 09276921 |
| Weitere Bilder | Häusleranwesen                                     | Lindenstraße 39; 39a (Karte)  | Keller des Ausgedingehauses bez. 1792         | Häusleranwesen mit Wohnstallhaus, Auszugshaus und Scheunenanbau – landschaftstypisches Anwesen, alles Fachwerk, baugeschichtliche Bedeutung. | 09276926 |
| Weitere Bilder | Wohnstallhaus und Auszugshaus eines Bauernhofes    | Lindenstraße 43; 43a (Karte)  | bez. 1840, Toröffnungen bez. 1792             | Wohnstallhaus, Auszugshaus, vermauerte Hofeinfahrt mit ursprünglich zwei Torbögen und steinerne Tränke im Hof eines Bauernhofes – beide Gebäude Obergeschoss Fachwerk, regionaltypisches Anwesen, baugeschichtliche Bedeutung. | 09276925 |
| Weitere Bilder | Wohnhaus                                           | Lindenstraße 45 (Karte)       | bez. 1805 (im Türsturz), Kern womöglich älter | Obergeschoss Fachwerk mit Anbau im rechten Winkel, stattlich, baugeschichtliche Bedeutung. Taubenschläge unter der Traufe. | 09276924 |
| Weitere Bilder | Häuslerhaus                                        | Lohmener Straße 2 (Karte)     | 1. H. 19. Jh., womöglich älter                | Obergeschoss Fachwerk, u. a. baugeschichtliche Bedeutung. Anbau unter Schleppdach, Giebel ornamental verschiefert. | 09276937 |
| Weitere Bilder | Wohnhaus                                           | Lohmener Straße 8 (Karte)     | 1. H. 19. Jh.                                 | Obergeschoss Fachwerk, baugeschichtliche Bedeutung. | 09276939 |
| Weitere Bilder | Schulgebäude                                       | Lohmener Straße 9 (Karte)     | 2. Hälfte 19. Jh.                             | von ortsgeschichtlicher Bedeutung. Sandsteingewände, originale Fenster, umlaufendes profiliertes Gurtgesims, Lüftungsrosetten, sechs Achsen, Walmdach. | 09276938 |
| Weitere Bilder | Wohnhaus und Schuppen                              | Lohmener Straße 10 (Karte)    | bez. 1849                                     | Wohnhaus Obergeschoss Fachwerk und Schuppen (Fachwerk) im rechten Winkel, u. a. baugeschichtliche Bedeutung. Wohnhaus: bezeichnet im Türsturz, Sandsteingiebel mit Thermenfenster, Scheune Fachwerk. | 09276940 |
|                | Fabrikantenvilla                                   | Lohmener Straße 16 (Karte)    | 1899                                          | Fabrikantenvilla sowie Grabstätte des Fabrikanten Sidney Scooler (1867–1928) im Garten – baugeschichtliche und ortsgeschichtliche sowie personengeschichtliche Bedeutung. Gebäude auf verwinkeltem Grundriss, historistische Gestaltung mit betonter Ecke durch Haube und Türmchen, Erker mit Balkon und Terrasse, von der Grabstätte sind original erhalten der Fuß und eine Inschriftplatte. | 09276942 |

## Stürza
| Bild                                    | Bezeichnung                                                     | Lage                              | Datierung                  | Beschreibung | ID       |
| --------------------------------------- | --------------------------------------------------------------- | --------------------------------- | -------------------------- | --- | -------- |
|                                         | Schule                                                          | Eschenweg 1 (Karte)               | bez. 1911                  | ortsgeschichtliche Bedeutung. Massiver Putzbau mit rustiziertem Sandsteinsockel, bezeichnet in Putzrelieffeld. | 09276959 |
|                                         | Wohnstallhaus mit angebautem Schuppen                           | Eschenweg 5 (Karte)               | um 1800                    | Wohnstallhaus Obergeschoss Fachwerk, Giebel verbrettert, angebauter Schuppen holzverbrettert, u. a. baugeschichtliche Bedeutung. | 09276960 |
|                                         | Wohnstallhaus und zwei Scheunen eines Vierseithofes             | Eschenweg 11 (Karte)              | 2. Hälfte 19. Jh.          | eine Scheune mit Fachwerk-Oberstock und linksseitigem Stallteil sowie hölzernen Lamellenfenstern, andere Scheune mit Fachwerk-Oberstock und zwei hölzernen Toren, wissenschaftlich-dokumentarische und ortsbildprägende Bedeutung. | 09276971 |
|                                         | Wohnstallhaus                                                   | Helmsdorfer Straße 6 (Karte)      | um 1850                    | Obergeschoss Fachwerk, baugeschichtliche Bedeutung. | 09276977 |
|                                         | Häusleranwesen mit Wohnhaus und angebautem Schuppen             | Hohnsteiner Straße 8 (Karte)      | 2. Hälfte 19. Jh.          | Wohnhaus Obergeschoss Fachwerk, verbrettert, mit Eingangsvorbau, Bestandteil des historischen Ortsbildes. | 09276947 |
|                                         | Wohnstallhaus und Scheune einer Hofanlage                       | Hohnsteiner Straße 12 (Karte)     | bez. 1793                  | Wohnstallhaus und Scheune einer Hofanlage mit einbogiger Sandsteinbrücke vor dem Hofeingang – u. a. baugeschichtliche Bedeutung. Wohnstallhaus Obergeschoss Fachwerk (im hinteren Erdgeschossteil Garageneinbau), Scheune mit Ställen, in die Sandsteinportale führen, Erdgeschoss massiv aus regelmäßigen Sandsteinquadern. | 09276979 |
| Weitere Bilder                          | Wohnstallhaus, Scheune und Seitengebäude eines Gehöfts          | Hohnsteiner Straße 15; 17 (Karte) | Wohnstallhaus bez. 1801    | alle Gebäude Fachwerk, erhaltene Hofstruktur, baugeschichtliche Bedeutung. | 09276974 |
| Direkt Bild zu diesem Denkmal hochladen | Scheune einer Hofanlage                                         | Hohnsteiner Straße 16 (Karte)     | Nach 1800                  | U.a. bau- und wirtschaftsgeschichtliche Bedeutung, Strukturbestandteil der Ortskernanlage | 09306826 |
| Weitere Bilder                          | Wohnstallhaus und drei Seitengebäude eines Vierseithofes        | Hohnsteiner Straße 27; 29 (Karte) | um 1800                    | Wohnstallhaus Obergeschoss Fachwerk verputzt, bildprägend und baugeschichtlich von Bedeutung. Zwei Scheunen mit großer Durchfahrt zum Feld und Fachwerk-Oberstock, weitere Scheune im rechten Winkel, holzverbrettert, straßenseitig Ausgedinge. | 09276972 |
| Weitere Bilder                          | Vierseithof mit Wohnstallhaus, zwei Scheunen und Seitengebäude  | Hohnsteiner Straße 28 (Karte)     | bez. 1809, Kern wohl älter | alle Fachwerk-Obergeschoss, authentisch, bildprägend, baugeschichtlich und ortsgeschichtlich von Bedeutung. Wohnstallhaus: Obergeschoss Fachwerk, zwei segmentbogige Stalleingänge, mit schönen Sandsteinsockelsteinen, Scheune: Obergeschoss Fachwerk, Durchfahrt zum Feld, weitere Scheune: holzverbrettert, Seitengebäude: Obergeschoss Fachwerk, massiver Sandsteingiebel, alle Gebäude Satteldächer, überall Sandsteinquadersockel. | 09276978 |
| Weitere Bilder                          | Stallteil eines Wohnstallhauses und Scheune                     | Hohnsteiner Straße 34 (Karte)     | 18. Jh. (Stallteil)        | Obergeschoss Fachwerk mit Andreaskreuzen, holzverbretterte Scheune, baugeschichtlich von Bedeutung. | 09276975 |
| Weitere Bilder                          | Wohnhaus (Umgebinde) und Scheune eines Bauernhofes              | Hohnsteiner Straße 39 (Karte)     | 1625                       | Umgebindewohnhaus mit Blockstube und verbrettertem Fachwerk-Obergeschoss, Scheune mit Fachwerk-Oberstock und zwei segmentbogigen Holztoren, Gebäude mit unverändert erhaltener Struktur, besondere baugeschichtliche Bedeutung, Wohnhaus Alterswert. | 09276973 |
| Weitere Bilder                          | Wohnstallhaus und zwei Scheunen eines Vierseithofes             | Hohnsteiner Straße 43 (Karte)     | bez. 1885                  | Wohnstallhaus und zwei Scheunen eines Vierseithofes, sandsteingerahmter Mistplatz sowie zwei Sandsteinpfeiler der Hofeinfahrt – ortsbildprägende Gebäude. Scheune zum Feld: gerade abgeschlossene Tore, andere Scheune: segmentbogige Öffnungen mit Holztoren. | 09276966 |
|                                         | Massives Wohnstallhaus und zwei Seitengebäude eines Bauernhofes | Hohnsteiner Straße 50 (Karte)     | bez. 1892                  | Massives Wohnstallhaus und zwei Seitengebäude (Holzkonstruktion) eines Bauernhofes – strukturprägend, geschichtliche Bedeutung. Wohnstallhaus: Massivbau mit Sandsteingewänden. Scheune mit drei segmentbogigen Öffnungen, die Nebengebäude wahrscheinlich aus dem 20. Jh. | 09276970 |
| Weitere Bilder                          | Wohnstallhaus und Scheune eines Dreiseithofes                   | Hohnsteiner Straße 51 (Karte)     | um 1850                    | Wohnstallhaus zum Teil Fachwerk, Fachwerkscheune, in seiner herkömmlichen Struktur erhaltenes Anwesen mit hohem Authentizitätsgrad, u. a. baugeschichtliche Bedeutung. Wohnstallhaus: vorderer Teil Fachwerk, verschiefert, ebenso Giebel, gerade Türstürze, Satteldach. Scheune: oben Fachwerk, segmentbogige Tore, Satteldach. | 09276965 |
|                                         | Wohnstallhaus und Seitengebäude eines Bauernhofes               | Hohnsteiner Straße 54 (Karte)     | bez. 1804                  | beide Gebäude im Obergeschoss Fachwerk, ortsbildprägend, baugeschichtliche Bedeutung. | 09276969 |
|                                         | Hofanlage mit Wohnstallhaus und zwei Scheunen                   | Hohnsteiner Straße 56; 58 (Karte) | bez. 1827                  | Hofanlage mit Wohnstallhaus, Scheune, weiterer Scheune und Durchfahrt zum Feld sowie große Teile der originalen Hofpflasterung – Wohnstallhaus Obergeschoss Fachwerk, holzverbretterte Scheune, weitere Scheune mit Fachwerk-Oberstock, in der Struktur unverändert erhaltenes Gehöft, baugeschichtliche Bedeutung. | 09276968 |
| Weitere Bilder                          | Gasthof Erbgericht                                              | Hohnsteiner Straße 65 (Karte)     | 2. Hälfte 19. Jh.          | Gasthof mit Saalanbau – stattlicher Baukörper mit Bedeutung für das Ortsbild und die Ortsgeschichte. Saal mit rundbogigen Fenstern. | 09276963 |
| Weitere Bilder                          | Dorfkirche Stürza                                               | Hohnsteiner Straße 67 (Karte)     | Ersterwähnung 1346         | Kirche und Kirchhof mit Torpfeiler und Einfriedung, vor dem Kirchhof Kriegerdenkmal für die Gefallenen des Ersten Weltkrieges – baugeschichtlich, ortsgeschichtlich und ortsbildprägend von Bedeutung. | 09276957 |
|                                         | Kriegerdenkmal                                                  | Hohnsteiner Straße 67 (Karte)     |                            | Kriegerdenkmal für Gefallene des Ersten Weltkrieges am Eingang zum Kirchhof | 09276957 |
| Weitere Bilder                          | Pfarrhaus und Seitengebäude                                     | Hohnsteiner Straße 67 (Karte)     | Ende 18. Jh.               | bau- und ortsgeschichtliche Bedeutung. Wohlproportionierter, massiver Putzbau, Sandsteingewände, hohes Krüppelwalmdach, Granitzaunspfähle, straßenseitig Portal und Sandsteinsockel zur Ausgleichung des Niveauunterschiedes durch Hanglage, Seitengebäude womöglich noch älter (bezeichnet1712), 2 rundbogige Natursteingewände. | 09276954 |
|                                         | Dreiseithof mit Wohnstallhaus und zwei Scheunen                 | Hohnsteiner Straße 94 (Karte)     | bez. 1846                  | u. a. baugeschichtliche Bedeutung. Wohnstallhaus: massiv, eine Scheune mit Felddurchfahrt, andere Scheune Fachwerk. | 09276958 |
|                                         | Wohnstallhaus                                                   | Hohnsteiner Straße 96 (Karte)     | bez. 1794 (im Sturz)       | Obergeschoss Fachwerk, bildprägend, baugeschichtliche Bedeutung. | 09276956 |
|                                         | Wohnstallhaus und fünf Sandsteintröge im Hof                    | Hohnsteiner Straße 108 (Karte)    | Anfang 19. Jh.             | Obergeschoss Fachwerk, authentisches Relikt eines Vierseithofes mit baugeschichtlicher Bedeutung. | 09276953 |
|                                         | Auszugshaus eines Vierseithofes                                 | Hohnsteiner Straße 116 (Karte)    | um 1850                    | Obergeschoss Fachwerk, bildprägend, baugeschichtlich von Bedeutung. Sandsteingewände, zum Teil überputzt. | 09276950 |
|                                         | Wohnstallhaus                                                   | Hohnsteiner Straße 118 (Karte)    | um 1850                    | Obergeschoss Fachwerk, verbrettert, baugeschichtliche Bedeutung. | 09276949 |
|                                         | Wohnhaus                                                        | Hohnsteiner Straße 124 (Karte)    | um 1700                    | Obergeschoss Fachwerk, mit Kopfstreben, exemplarischer baugeschichtlicher Wert. | 09276948 |

## Wilschdorf
| Bild                                    | Bezeichnung                                                  | Lage                               | Datierung                     | Beschreibung | ID       |
| --------------------------------------- | ------------------------------------------------------------ | ---------------------------------- | ----------------------------- | --- | -------- |
| Weitere Bilder                          | Dorfteich (Löschwasserteich)                                 | Alte Hauptstraße (Karte)           | 19. Jh.                       | Dorfteich (Löschwasserteich) mit Einfassung aus Sandsteinquadern – Bestandteil des Ortsbildes und der örtlichen Infrastruktur | 09277227 |
|                                         | Häuslerhaus                                                  | Alte Hauptstraße 24 (Karte)        | 1. H. 19. Jh.                 | Fachwerkbau, u. a. baugeschichtliche Bedeutung | 09277228 |
|                                         | Häuslerhaus                                                  | Alte Hauptstraße 40 (Karte)        | nach 1800                     | Obergeschoss Fachwerk, u. a. baugeschichtliche Bedeutung. Spitzgiebel mit Schieferbild. | 09276310 |
|                                         | Wohnstallhaus, Auszugshaus und Scheune eines Dreiseithofes   | Alte Hauptstraße 43; 45 (Karte)    | 1. Hälfte 19. Jh.             | Hofanlage mit hohem Authentizitätsgrad, u. a. baugeschichtliche Bedeutung. Wohnstallhaus: Obergeschoss Fachwerk, Stall mit schönen Säulen, Auszugshaus: Obergeschoss Fachwerk, Segmentbogentür, Scheune: Obergeschoss Fachwerk im rechten Teil. | 09276087 |
|                                         | Brücke                                                       | Alte Hauptstraße 45 (bei) (Karte)  | 19. Jh.                       | kleine einbogige Sandsteinbrücke, baugeschichtlich von Bedeutung | 09276024 |
| Direkt Bild zu diesem Denkmal hochladen | Wohnstallhaus eines ehemaligen Dreiseithofes                 | Alte Hauptstraße 60 (Karte)        | bez. 1866 (im Sturz)          | Obergeschoss Fachwerk, baugeschichtlich von Bedeutung. Wissenschaftlich-dokumentarische Bedeutung, authentisch. Erdgeschoss mit Sandsteingewänden an Türen und Fenstern gerahmt. Das Haus wurde abgerissen. | 09276083 |
|                                         | Wohnstallhaus                                                | Alte Hauptstraße 70 (Karte)        | um 1850                       | Obergeschoss Fachwerk, an straßenseitiger Giebelseite und hofseitiger Traufseite mit dekorativer Verschieferung, baugeschichtliche Bedeutung. | 09276082 |
|                                         | Wohnstallhaus und Scheune einer Hofanlage                    | Alte Hauptstraße 82 (Karte)        | bez. 1822                     | Wohnstallhaus Obergeschoss Fachwerk, baugeschichtlich von Bedeutung. Wohnstallhaus: Obergeschoss Fachwerk, verschiefert, Scheune: holzverbrettert mit Stallteil, schöner, verschieferter Giebel mit ortsbildprägender Wirkung. | 09275894 |
|                                         | Wohnstallhaus                                                | Alte Hauptstraße 85 (Karte)        | 2. Hälfte 19. Jh.             | massiver stattlicher Putzbau, baugeschichtlicher Wert, Sandsteinsockel und -gewände | 09275893 |
| Direkt Bild zu diesem Denkmal hochladen | Wohnstallhaus                                                | Alte Hauptstraße 118 (Karte)       | bez. 1889 (in Tafel über Tür) | massiver Putzbau mit Sandsteingewänden, baugeschichtliche Bedeutung | 09275217 |
| Direkt Bild zu diesem Denkmal hochladen | Brücke                                                       | Alte Hauptstraße 118 (bei) (Karte) | bez. 1889                     | einbogige Sandsteinbrücke mit Bezeichnung an Platte am oberen Rand, baugeschichtlich und verkehrsgeschichtlich von Bedeutung | 09275290 |
| Weitere Bilder                          | Dorfkirche Wilschdorf                                        | Am Schulweg (Karte)                | bez. im Giebel 1678           | Kirche und Kirchhof sowie Einfriedung – wichtige Bestandteile des Ortsbildes und der Ortsgeschichte, baugeschichtlich und ortsgeschichtlich von Bedeutung. Dorfkirche: im Kern älter, Friedhof: Kriegergrab für Gefallene des I. Weltkrieges, nach 1918, zwei historische Grabmale (eins an der Kirchenaußenwand im Osten).                               | 09276084 |
| Weitere Bilder                          | Pfarrhaus                                                    | Am Schulweg 3 (Karte)              | bez. 1803 im Schlussstein     | ehemaliges Wohnstallhaus, Obergeschoss Fachwerk, baugeschichtlich und ortsgeschichtlich von Bedeutung. Mit originaler Haustür, hölzerner Eingangsvorbau, Sandsteinquadersockel, verputzt, Fachwerk verbrettert. | 09276085 |
|                                         | Schule                                                       | Am Schulweg 4 (Karte)              | 2. Hälfte 19. Jh.             | längsrechteckiger Bau mit Mittelrisalit mit Dreiecksgiebel, Drempelgeschoss, Fensterbänke auf Konsolen, Freitreppe auf Sandsteinsockel, Bedeutung für das Ortsbild und die Ortsgeschichte. | 09276036 |
|                                         | Dreiseithof mit Wohnstallhaus, Scheune und weiterem Wohnhaus | Am Schulweg 12; 13 (Karte)         | bez. 1865                     | Scheune Fachwerk, baugeschichtlicher Wert, struktur- und bildprägend. Wohnstallhaus (zu Nr. 12): Massivbau, verputzt, Sandsteingiebel, Scheune (zu Nr. 12): Fachwerk, weiteres Wohnhaus (zu Nr. 13): massiv, mit Sandsteingewänden, Zwillingsfenster im Giebel, zwei große hölzerne Tore.                                                                 | 09276359 |
|                                         | Grenzstein                                                   | Dresdner Straße (Karte)            | 19. Jh.                       | Gemarkungsstein, ortsgeschichtlich von Bedeutung. Gemarkungsstein mit Bezeichnung »Gemeinde Wilschdorf«, Rückseite »Gemeinde Rennersdorf«. | 09277214 |
|                                         | Zwei Teichständer                                            | Dresdner Straße (Karte)            | 19. Jh.                       | technikgeschichtlich von Bedeutung. Zu- oder Ablauf, Sandsteinplatten rechts und links mit nach vorn gerichteter Spitze und kleinem Gitter (neueren Datums), vermutlich Teichständer. | 09276360 |
| Direkt Bild zu diesem Denkmal hochladen | Scheune                                                      | Dresdner Straße 4 (Karte)          | Ende 19. Jh.                  | Massivbau, verputzt, Erdgeschoss Sandstein und Bruchstein, Drempel mit Segmentbogenöffnungen, wichtige Ausstrahlung auf das Ortsbild und wissenschaftlich-dokumentarische Bedeutung. | 09277215 |
|                                         | Ehemaliges Wohnstallhaus                                     | Dresdner Straße 12 (Karte)         | bez. 1869                     | Obergeschoss Fachwerk, u. a. baugeschichtliche Bedeutung. Sandsteinquadergiebel, Erdgeschoss massiv, Sandsteinblöcke regelmäßig behauen, im Erdgeschoss rechts LPG-Fenster, bezeichnet im Türsturz. | 09276368 |
|                                         | Ehem. Wohnstallhaus                                          | Dresdner Straße 19 (Karte)         | 18. Jh.                       | Obergeschoss Fachwerk verputzt, wom. ältere Generation regionaltypischer Holzbauweise, baugeschichtlich von Bedeutung | 09277216 |
| Direkt Bild zu diesem Denkmal hochladen | Wohnstallhaus                                                | Dresdner Straße 33 (Karte)         | 1. Hälfte 19. Jh.             | baugeschichtliche Bedeutung. Das Haus wurde abgerissen. | 09276367 |
| Weitere Bilder                          | Gasthof mit Saalanbau                                        | Dresdner Straße 40 (Karte)         | um 1900                       | bau- und ortsgeschichtliche Bedeutung. Klinker mit Sandsteinzierelementen, säulenumstandener Eingang, Saal mit rundbogigen Fenstern und Klinkerblenden. | 09277225 |
|                                         | Auszugshaus und Scheune                                      | Dresdner Straße 43; 45 (Karte)     | um 1850                       | beide Fachwerk, baugeschichtlich von Bedeutung, wissenschaftlich-dokumentarische Bedeutung. Wohnstallhaus: Obergeschoss Fachwerk, Scheune: bestehend aus zwei Flügeln, Obergeschoss Fachwerk. | 09277219 |
|                                         | Wohnstallhaus mit Schuppenanbau                              | Dresdner Straße 51 (Karte)         | 1832                          | Wohnstallhaus Obergeschoss Fachwerk, verputzt, hölzerner Schuppenanbau, landschaftstypisches Anwesen von wissenschaftlich-dokumentarischem Wert und ortsbildprägender Bedeutung. | 09277221 |
|                                         | Wohnstallhaus                                                | Dresdner Straße 53 (Karte)         | 1. H. 19. Jh.                 | Obergeschoss Fachwerk, mit originaler Haustür, landschaftstypischer Bau, baugeschichtliche Bedeutung. | 09277224 |
|                                         | Häuslerhaus (Umgebinde)                                      | Dresdner Straße 55 (Karte)         | 18. Jh.                       | Obergeschoss Fachwerk, baugeschichtliche und womöglich ortsgeschichtliche Bedeutung. Vermutlich ehemals Schmiede. Keller: Halbtief, Zugang im Gebäude unter dem abgeschleppten Teil des Daches, Sandstein-Mauerwerk, gewölbt, H: 1,70 m, B: 2,80 m, L: 3,80 m, Sandstein-Platten als Fußboden. Früher über dem Keller der Reisigboden, heute eine Kammer. | 09277222 |
|                                         | Wohnstallhaus und Schuppenanbau                              | Fischbacher Straße 3 (Karte)       | 18. Jh.                       | Wohnstallhaus Obergeschoss Fachwerk, hölzerner Schuppenanbau, landschaftstypisches Anwesen, baugeschichtliche Bedeutung. Fachwerk mit Kunstschiefer verkleidet. | 09276362 |
|                                         | Wohnstallhaus und Schuppenanbau                              | Fischbacher Straße 10 (Karte)      | 1. Hälfte 19. Jh.             | Wohnstallhaus Obergeschoss Fachwerk verbrettert, hölzerner Schuppenanbau, landschaftstypisches Anwesen, baugeschichtliche Bedeutung. | 09276361 |

## Wünschendorf
| Bild                                    | Bezeichnung                                              | Lage                              | Datierung                  | Beschreibung | ID       |
| --------------------------------------- | -------------------------------------------------------- | --------------------------------- | -------------------------- | --- | -------- |
|                                         | Steinkreuz                                               | (Karte)                           | 16. Jh.                    | Steinkreuz mit Armbrusteinzeichnung, ortsgeschichtlich von Bedeutung | 09302972 |
|                                         | Zwei Steinkreuze                                         | (Karte)                           | Spätmittelalter            | zwei spätmittelalterliche Gedenk- oder Sühnekreuze aus Sandstein, eines davon mit Schwerteinzeichnung, ortsgeschichtlich von Bedeutung.                                                      | 09276993 |
| Weitere Bilder                          | Kriegerdenkmal Wünschendorf                              | Doberbergstraße (Karte)           | nach 1918 (Kriegerdenkmal) | Gedenkstätte für Gefallene des Ersten Weltkrieges – ortsgeschichtlich und landschaftsgestaltend bedeutsam. Gedenkanlage mit Kriegerdenkmal und gestalteter Grünanlage, im Westen der Anlage. | 09276980 |
| Direkt Bild zu diesem Denkmal hochladen | Wohnstallhaus eines Bauernhofes                          | Doberbergstraße 3 (Karte)         | bez. 1809                  | Obergeschoss Fachwerk, baugeschichtliche Bedeutung. | 09276986 |
| Direkt Bild zu diesem Denkmal hochladen | Dreiseithof mit Wohnstallhaus, Auszüglerhaus und Scheune | Doberbergstraße 7 (Karte)         | Anfang 19. Jh., bez. 1809  | Wohnstallhaus Obergeschoss Fachwerk, Auszüglerhaus Obergeschoss Fachwerk, u. a. baugeschichtliche Bedeutung.                                                                                 | 09276987 |
| Direkt Bild zu diesem Denkmal hochladen | Vierseithof mit Wohnstallhaus                            | Kohlbergstraße 1; 3; 5 (Karte)    | 1858 (Auskunft)            | Vierseithof mit Wohnstallhaus, Scheune und einem Seitengebäude – baugeschichtlich von Bedeutung und strukturprägend.                                                                         | 09276985 |
| Direkt Bild zu diesem Denkmal hochladen | Bauernhof mit Wohnstallhaus und Scheune                  | Kohlbergstraße 6 (Karte)          | 2. Hälfte 19. Jh.          | Wohnstallhaus Obergeschoss Fachwerk, Scheune Fachwerk, zum Teil verkleidet, baugeschichtlich von Bedeutung.                                                                                  | 09276982 |
| Direkt Bild zu diesem Denkmal hochladen | Auszugshaus eines ehem. Bauernhofes                      | Kohlbergstraße 7 (Karte)          | 1. Hälfte 19. Jh.          | Obergeschoss Fachwerk, baugeschichtliche Bedeutung. | 09276983 |
| Direkt Bild zu diesem Denkmal hochladen | Bauernhof mit Wohnstallhaus, Seitengebäude und Scheune   | Kohlbergstraße 15 (Karte)         | 18. Jh.                    | Wohnstallhaus Obergeschoss Fachwerk, baugeschichtlich von Bedeutung. Kopfbänder. | 09276981 |
| Direkt Bild zu diesem Denkmal hochladen | Dreiseithof mit Wohnstallhaus, Scheune und Auszüglerhaus | Radeberger Straße 1 (Karte)       | 2. Hälfte 19. Jh.          | Dreiseithof mit Wohnstallhaus, Scheune und Auszüglerhaus – letzteres Obergeschoss Fachwerk verbrettert, baugeschichtlich von Bedeutung.                                                      | 09276990 |
| Direkt Bild zu diesem Denkmal hochladen | Ehem. Wohnstallhaus mit Seitengebäude                    | Radeberger Straße 2 (Karte)       | 18. Jh., verändert         | Wohnstallhaus Obergeschoss Fachwerk, Seitengebäude Fachwerk, baugeschichtliche Bedeutung. Fachwerkkonstruktion mit Kopfbändern.                                                              | 09276989 |
| Direkt Bild zu diesem Denkmal hochladen | Wohnstallhaus eines ehemaligen Bauernhofes               | Radeberger Straße 3 (Karte)       | bez. 1824                  | Obergeschoss Fachwerk, Korbbogentür bezeichnet 1824, baugeschichtlich von Bedeutung. | 09276991 |
|                                         | Wohnstallhaus                                            | Radeberger Straße 7 (Karte)       | 2. Hälfte 19. Jh.          | baugeschichtliche Bedeutung. Drei gekuppelte Fenster im Giebel. | 09276992 |
| Direkt Bild zu diesem Denkmal hochladen | Wohnstallhaus                                            | Radeberger Straße 28 (Karte)      | bez. 1838                  | Obergeschoss Fachwerk, Korbbogentür bezeichnet 1838, baugeschichtliche Bedeutung, U-förmig.                                                                                                  | 09276994 |
| Direkt Bild zu diesem Denkmal hochladen | Steindeckerbrücke                                        | Radeberger Straße (an) 20 (Karte) | bez. 1820                  | baugeschichtlich von Bedeutung. | 09279078 |

## Streichungen von der Denkmalliste

### Streichungen von der Denkmalliste (Wilschdorf)
| Bild                                    | Bezeichnung | Lage                       | Datierung         | Beschreibung | ID       |
| --------------------------------------- | ----------- | -------------------------- | ----------------- | --- | -------- |
| Direkt Bild zu diesem Denkmal hochladen | Wohnhaus    | Dresdner Straße 49 (Karte) | 1. Hälfte 19. Jh. | Obergeschoss Fachwerk, baugeschichtlich von Bedeutung. Obergeschoss Fachwerk mit dekorativer Schieferverkleidung. (Haus wurde abgebrochen [Stand 04/2021]) | 09277220 |

## Ausführliche Denkmaltexte
1. 1 2 3 4 5  Geschichte – Gutspark und Schloss Dittersbach: 1554 gelangte das Gut in den Besitz der Familie Kiesewetter, 1555–1564 Errichtung eines Renaissanceschlosses an Stelle einer vermutlich baufälligen Wasserburg, 1550er Jahre Anlage eines Obstbaumgartens, 1586 kleiner ummauerter Küchengarten, Obstbaumgarten, Gemüsegarten und Burggraben  nachweisbar, 16./17. Jhdt. Anlage eines Lustgartens nachweisbar, außerdem Baumgarten, Obstbaumgarten, Gemüsegarten und Burggraben, um 1744 Beseitigung des Lustgartens und des Gemüsegartens sowie Verlegung des Obstbaumgartens zugunsten einer barocken Gartenanlage, aus dieser Anlage ist die Lindenallee das einzige Element, das heute noch erhalten ist, ab 1830 Johann Gottlob von Quandt (1787–1859) kaufte das Gut und ließ die vorhanden Gartenanlage im landschaftlichen Stil erweitern, aus dieser Zeit stammen der in Form eines kleinen Tempels gestaltete Gartensitz und die Quellfassung, Ausschmückung der südlich gelegenen Landschaft u. a. durch Hubertuskapelle (Lieblingstal), Zwergenhöhle, Kaiserstuhl, Belvedere und Teufelskanzel, 1883 gelangt das Gut in den Besitz der Familie Leuschner, Umbau des Schlosses, 1895 teilweise Umgestaltung und Erweiterung des Landschaftsparks. Quelle: Die Parkanlagen am Schloss Dittersbach – Ein Rundgang, 2008, Institut für Landschaftsarchitektur.
2. ↑  Lieblingstal – bauliche Schutzgüter 

Erschließung: Wegesystem: vorhanden, unbefestigt, Gartenausstattung: Konstitutionssäule (Rekonstruktion), Denkmal für König Anton (Rekonstruktion), Sitzbank und Sitznische an der Hubertuskapelle. Gartenbauten: Hubertuskapelle (teilweise Rekonstruktion). Wasserelemente: Bachlauf der Schullwitz. 

Vegetation: Einzelbäume: zahlreiche alte Linden (Tilia spec.), solitär stehende Pappel als Blickfang.  Sonstige Schutzgüter: Bodenrelief: Gelände zu beiden Seiten des Schullwitzbaches ansteigend. Blickbeziehung: innerhalb des Talgrundes. Störelement: dichte Fichtenpflanzung am Nordhang.
3. ↑  Evangelische Pfarrkirche Dittersbach. Saalkirche, 1662 nach Brand wiederaufgebaut, Turm 1721–1725, Restaurierungen 1953 und 1974. Verputzter Bruchsteinbau mit Korbbogenfenstern. Der von Strebepfeilern umgebene Chor mit 3/8-Schluss, Turm an der Westseite.  Kirchturm (quadratischer Westturm) mit geschweifter Haube und spitzer, viereckiger Laterne. 

Das Innere flachgedeckt. Doppelgeschossige Holzemporen an der Nord- und Südseite, eingeschossig im Westen. Altar, Kanzel und Taufe aus Holz: schlichter, klassizistischer Altar, datiert 1843. Kanzel mit den gemalten Darstellungen von Petrus, Christus und Paulus am Korb, M. 17. Jh. Taufe, datiert 1859. Orgel mit Normalprospekt von Gottfried Silbermann, datiert 1726, restauriert 1980/81 durch Eule. 

Verschiedene Grabmäler derer von Kiesewetter: In der Patronatsloge an der Nordseite figürlicher Grabstein für Christian von Kiesewetter († 1643), hinter dem Altar für Christian Otto von Kiesewetter († 1647) und Christoph von Kiesewetter († 1742). Ebendort zwei geschnitzte Wappen derer von Kiesewetter, bezeichnet 1662. Im Turm drei einfache Gemälde: Darstellung der verstorbenen Susanne Maria von Kiesewetter († 1647), Pfarrerbildnis, M. 17. Jh., Noli-me-tangere, 18. Jh. (Dehio Sachsen I, 1996). Kriegergrab: Darstellung eines nackten Jünglings mit Stahlhelm und Adler (Inschrift: Dittersbach, Dürrröhrsdorf und Kleinelbersdorf).
4. ↑  Pfarrhaus Dittersbach. Erdgeschoss: Hofseitig teilweise vergitterte Fenster und Sandsteingewände mit derben Fasen, großzügiger Flur mit einer Raumhöhe von ca. 3,1 m, im Bereich der Hausrückwand Treppe in die ehemalige Pfarrwohnung im Obergeschoss. Älterer Kern mit überwölbten Räumen, bemerkenswert besonders der nördliche Raum mit kleinem wehrhaftem Fenster mit Wölbung zur Straße, ein großes Fenster in westlicher Richtung wurde später in die Wand eingebrochen. Im Flur zwei Türöffnungen mit kräftigen Fasen und derben nahezu runden Bögen aus breitem Sandstein. Heutige Durchgangshöhe in den nördlichen Raum 1,76 m, in einen der westlichen Räume 1,90 m. Im Südteil des Hauses Gemeinderaum mit einer Raumhöhe von ca. 3,0 m, Wanddicke der Außenwände ca. 0,7 m, große Fensteröffnungen mit Korbbögen. 

Obergeschoss: Kraftvolles und gut gefügtes Fachwerk mit Andreaskreuzen von 1662 (Jahreszahl hofseitig, weitere Jahresangabe von 1788), Fenster später vergrößert und in diesen Bereichen Andreaskreuze entfernt, im Dreieck des Nordgiebels unter der Holzverkleidung ebenfalls Andreaskreuze. Ehemalige Pfarrwohnung modernisiert und vermietet. Sonstiges: Nebengebäude erhalten, u. a. Schuppen mit Prellsteinen, direkter Durchgang zur Kirche und Sandstein-Wassertrog an der Hofseite. Nutzung der ehemaligen Kammern im Obergeschoss durch die Junge Gemeinde.
5. ↑  Sachgesamtheit Rittergut und Park Dittersbach, mit folgenden Einzeldenkmalen:
1. Schloss mit südlich gelegenem Wassergraben, zwei westliche und ein nördliches Wirtschaftsgebäude (dieses mit Torhaus) sowie im Gutspark Tempel, zwei Statuen (Diana und Rekonstruktion der Nymphe), Quelleinfassung, Einfriedungsmauer mit Toranlage und zwei kleineren Pforten (Einzeldenkmal ID-Nr. 09276888), 2. Grotte »Zwergenhöhle« und Steinbank »Kaiserstuhl« im Wald nördlich des Belvedere (Einzeldenkmal ID-Nr. 09303711), 3. Belvedere »Schöne Höhe« (Einzeldenkmal ID-Nr. 09254400), 4. Hubertuskapelle, Steinbank, Konstitutionssäule (Rekonstruktion) und Denkmal für König Anton (Rekonstruktion) in der Parkanlage »Lieblingstal« (Einzeldenkmal ID-Nr. 09299735), 5. Brücke über den Schullwitzbach westlich des Lieblingstals, sog. »Teufelsbrücke« (Einzeldenkmal ID-Nr. 09304668), dazu der Gutspark mit Wegesystem, Lindenalleen, fünf Postamenten, den Fundamenten einer Gartenbrücke und Gehölzbestand, am Belvedere die U-förmigen Lindenreihen und die Parkanlage »Lieblingstal« (Gartendenkmale) sowie als Sachgesamtheitsteile Wirtschaftshof des Rittergutes und Tal der Wesenitz südlich des Gutsparks mit »Teufelskanzel« – der Gutspark mit Tempel und Quelleinfassung, die Staffagebauten Zwergenhöhle und Kaiserstuhl, das Lieblingstal, eine sentimentale Anlage im Tal entlang des Schullwitzbaches, die Teufelskanzel, ein gestalteter Sitzplatz im Tal der Wesenitz, alles Zeugnisse des Wirkens J. G. Quandts – baugeschichtlich, personengeschichtlich, ortsgeschichtlich und gartenkünstlerisch von Bedeutung. 

Vegetation: Alleen und Baumreihen: „Große und Kleine Lindenallee“ (Tilia spec.), Einzelbäume: Altbaumbestand u. a. bestehend aus Stieleiche (Quercus robur), Roteiche (Quercus rubra), Rotbuche (Fagus sylvatica), Linde (Tilia spec.), Hainbuche (Carpinus betulus), Lärche (Larix decidua), fünfnadelige Kiefer (Pinus spec.). Sonstige Schutzgüter: Bodenrelief: Gelände fällt von Süden nach Norden, Blickbeziehung: innerhalb der Parkanlage. Bauliche Schutzgüter: Erschließung: Wegesystem: vorhanden, unbefestigt, Gartenausstattung: Konstitutionssäule (Rekonstruktion), Denkmal für König Anton (Rekonstruktion), Sitzbank und Sitznische an der Hubertuskapelle, Gartenbauten: Hubertuskapelle (teilweise Rekonstruktion), Wasserelemente: Bachlauf der Schullwitz. 

Vegetation: Einzelbäume: zahlreiche alte Linden (Tilia spec.), solitär stehende Pappel als Blickfang. Sonstige Schutzgüter: Bodenrelief: Gelände zu beiden Seiten des Schullwitzbaches ansteigend, Blickbeziehung: innerhalb des Talgrundes. Störelement: dichte Fichtenpflanzung am Nordhang.
6. 1 2  Rittergut und Park Dittersbach – bauliche Schutzgüter 

Gebäude: Schloss (Rittergut). Einfriedung: Sandsteinmauer im Westen und SW. Erschließung: Zugänge: offene Pforte im Süden, kleines, einflügeliges Parktor aus Holz im Westen, zweiflügeliges Parktor mit Ziergitter im Nordwesten, Wegesystem: vorhanden. Gartenausstattung: fünf Postamente nicht mehr vorhandener Statuen, Statue der Diana von Versailles, Statue einer wasserschöpfenden Nymphe (Rekonstruktion), zwei Brückenfundamente. Wasserelemente: Quellfassung in der Parkmauer, Wassergraben um Herrenhaus, Wasserlauf der Wesenitz und Kalter Bach in Gestaltung integriert.
7. 1 2  Friedhof Dürrröhrsdorf – Einfriedung: Bruchsteinmauer aus Sandstein, straßenseitig geputzt, Hauptzugang von Norden von der Schulstraße mit Torpfeilern aus Sandstein mit Sandsteinabdeckung, Zufahrt mit zweiflügligem schmiedeeisernem Ziergittertor sowie zwei Pforten mit einflügligen Ziergittern, kreuzförmiges Wegesystem mit zentralem Rondell mit Linden (Tilia spec.) umpflanzt, südlicher Bereich mit Hainbuchen-Hecke (Carpinus betulus) eingefriedet.
8. ↑  Dobraer Haus – Text der Tafel: „Gott hat geholfen, Gott hilft noch, Gott wird helfen“.  Keller: Überwölbt, B: 2,90 m, L: 4,00 m, H: 1,80 m. Erdgeschoss: Großer Flur, breite Einschubtreppe in das Obergeschoss, Feuerstätte und Kochstelle nachweisbar, Schornstein mit Dachneubau entfernt, Rinnenstein als Wasserabfluss zur Straßenseite, später in die straßenzugewandte Außenwand eingefügte Tür – wie bei der hofseitigen Tür mit Kantholzverriegelung, Balkendecke im Wohnteil, graue Farbtönungen, ältere Futtertür erhalten, lichte Höhe in der Stube unter den Balken 1,92 m. Obergeschoss: Eine Kammer räumlich vollständig erhalten (!), Nachbarkammer durch Schornsteinabriss ohne Flurwand, Ausfachungen der weiteren Kammern im Mittelgangbereich entfernt, lichte Höhe unter den Balken 1,90 m, breite Einschubtreppe zum Dachboden. Dachstuhl und Dach: Sparrendach mit Kehlbalken, Abstände der Sparren ca. 1,10 bis 1,20 m. Sonstiges: Vor Scheune gepflasterter Rundlauf eines Pferdegöpels mit Schlitzschacht für Göpelwelle.
9. ↑  Evangelische Pfarrkirche Porschendorf. Saalkirche, 1429 und 1639 schwer beschädigt, der heutige Bau wohl E. 17. Jh., mit älterem Chorraum. Restaurierungen 1829 (Dachreiter), 1902 (Umgestaltung des Innern), 1933, 1968 und 1984. Langgestreckter Bau mit geradem Schluss, Korbbogenfenstern, Satteldach und Dachreiter, dieser bezeichnet 1682. Der Chorraum mit Flachtonne, der Saal mit Flachdecke. Umlaufende, eingeschossige Emporen, datiert 1648.
Kleine gratgewölbte Sakristei an der Nordseite, Zugang vom Chorraum durch eine rundbogige Sandsteinpforte, vermutlich der älteste Raum der Kirche. – Der Kanzelaltar 1933 umgebaut, die Kanzel heute an der Südseite, der Altar mit schlichtem Kreuz. Patronatsloge an der Nordseite, bezeichnet 1681. Schlichter Grabstein aus Sandstein, mit eingeritztem Kelch, 15. Jh. Jehmlich-Orgel von 1922/23, verändertes Gehäuse von Pfützner 1767 (Dehio Sachsen I, 1996). 

Kirche: älterer, ursprünglich gewölbter Chorraum durch niedrigeres, flach gedecktes Schiff nach Westen hin erweitert, beide Teile durch einfache, auf barocken Ständern ruhende, umlaufende Emporen verbunden, Innenausstattung nach großem Umbau 1902 abgeschlossen, bezeichnet in Wetterfahne. 

Kirchhof: Einfriedungsmauer aus behauenen Sandsteinquadern mit Sandsteinabdeckung, im Osten Toranlage mit Zufahrtstor und Pforte, im Süden Pforte zum Pfarrgarten, im Westen weitere Pforte mit Blick in die Landschaft, Hauptweg vom Tor nach Westen mit Sandsteinplatten, sonst wassergebundene Decken, Allee aus geschnittenen Winter-Linden (Tilia cordata) vom westlichen Zugangsportal der Kirche zur westlichen Pforte, historische Grabsteine auf dem Kirchhof und an der Kirchenmauer sowie Grablege der Rittergutsbesitzerfamilie Hähnel.
10. ↑  Evangelische Pfarrkirche Stürza. Saalkirche, erstmals 1398 erwähnt, mit spätgotischem Chor und langgestrecktem Saal, wohl 17. Jh. Verputzter Bruchsteinbau mit von Strebepfeilern umgebenem, 3/8-geschlossenem Chor und einfachen Maßwerkfenstern, sonst Korbbogenfenster, rundbogiges, einfach profiliertes Sandsteinportal mit kursächsischem Wappen an der Südseite. An der Westseite wuchtiger, quadratischer Turm, die obere Hälfte verschiefert, Dachreiter datiert 1630/31. 

Im Innern flachgedeckt. Umlaufende Emporen, an der Ost-, Nord- und Südseite zweigeschossig, im Westen eingeschossig. Die unteren Emporen mit schlichten Darstellungen aus dem AT, 17. Jh., die oberen mit floraler und ornamentaler Bemalung, 18. Jh. Zu einem Flügelaltar zusammengestellte Gemälde in klassizistischer Rahmung: Predella mit Darstellung des Abendmahls, im Hauptfeld Kreuzigung, in den Flügeln Szenen aus dem Leben Christi, 1. H. 17. Jh. – Farbig gefasste Kanzel aus Holz: am Kanzelkorb, zwischen geschnitzten und gedrehten Säulchen Bilder der Evangelisten, M. 17. Jh. Der reichgeschnitzte Schalldeckel bezeichnet 1697. – Schlichte Sandsteintaufe, 17. Jh. Klassizistische Patronatsloge an der Südseite, ehem. für die Rittergutsbesitzer aus Heeselicht, bezeichnet P L 1933. Klassizistischer Orgelprospekt von Wilhelm Leberecht Herbrig, 1847, darin Jehmlich-Orgel, 1933 (Dehio Sachsen I, 1996). 

Mit verschiefertem Turm, innen barock, schöne Portale (Kursachsen Wappen), Sandstein. Kirche bereits 1346 erwähnt, bestehend aus älterem spätgotischen Chor, dessen Mauerwerk durch vier gedrungene Strebepfeiler abgestützt ist, und jüngerem, dem 17. Jh. entstammenden Schiff, doppelte umlaufende Emporen verbinden beide Raumteile zu einem mit flacher Putzdecke abgeschlossenen Saal, nach außen Verbindung von Chor und Schiff zu einem einheitlichen, breit gelagerten Baukörper mit Schieferdach und quadratischem Westturm von 1630/31 (dieser mit Walmdach und spitzem Dachreiter), vor der Kirche Kriegerdenkmal für Gefallene des Ersten Weltkrieges.
11. ↑  Evangelische Pfarrkirche. Schlichte Saalkirche mit eingezogenem Chor, Satteldach und Dachreiter. Der Saal 16. Jh., der gerade geschlossene Chor 1678, Dachreiter 1661. Umbau und Restaurierung 1692 und 1859 (Abbruch der Sakristei). Im Innern flachgedeckt, zweigeschossige Emporen an der Nord- und Südseite, eingeschossig im Westen. Zweigeschossiger Holzaltar, datiert 1680: Predella mit gemalter Darstellung des bendmahls, im Hauptfeld Kreuzigung, darüber Auferstehung. Sandsteintaufe, bezeichnet M S (Michael Schwenke ?) 1582. Orgel von Johann Gottfried Miersch, 1802, klanglich verändert (Dehio Sachsen I, 1996).
12. ↑  Häuslerhaus, Dresdner Straße 55 – Erdgeschoss: Grundrissprinzip des Wohnstallhauses durch seitliche Hauserweiterung kaum verändert: Zwei Stuben (der hintere Raum mit Herd), Flur (bis in die 1950er Jahre mit quadratischen Sandsteinplatten) mit einläufiger Treppe in das Obergeschoss und dahinter der Stall mit Platz für sechs Kühe. Wände und Balkendecken in den Stuben und im Flur verkleidet. Bis 1976 einziger Abort des Hauses außen (!) am Rückgiebel über der Jauchegrube. Obergeschoss: Diele und vier geräumige Kammern, Räucherkammer am Schornstein, Holz-Einschubtreppe in das Dachgeschoss. Dachboden und Dach: Sparrendach, bis 1958 Strohdeckung (M. Hammer).
13. ↑  Kriegerdenkmal Wünschendorf: Sandsteinblock mit Holzkreuz, Inschrift: „Wir sanken in den Tod, im Weltsturm unbesiegt Denk du daran, wenn heut dein Heim in Frieden liegt“, Anlage von einer Betonmauer mit Sitznischen an der Südseite umgeben, im Norden als Zaun ausgeprägt, von Osten auf das Kriegerdenkmal zuführender Weg mit wassergebundener Decke und Sandsteintreppchen, Altgehölzbestand aus Stiel-Eichen (Quercus robur), Kiefern (Pinus sylvestris) und Birken (Betula pendula) sowie Rhododendren entlang des Weges, Blickbeziehungen in alle Richtungen in die umgebende Landschaft.